# Rhédey-kúria
A dobokai Rhédey-kúria műemlék épület Romániában, Kolozs megyében. A romániai műemlékek jegyzékében a CJ-II-m-B-07588 sorszámon szerepel.